# Корниенко, Алексей Борисович
Алексей Борисович Корниенко (род. 1978) — заслуженный мастер спорта Республики Казахстан (подводный спорт).

## Карьера
- Двукратный чемпион мира 1994 года.
- Двукратный чемпион Европы 1997 года.
- Двукратный бронзовый призёр чемпионата мира 1998 года.
- Победитель двух международных марафонов по плаванию в ластах 1998, 1999 годов.
- Многократный призёр и победитель этапов Кубка мира 1998 года.

В 2007 году награждён медалью «Ерен енбеги ушін».